# آزمایش میلر–یوری

دستگاه آزمایش

آزمایش‌های میلر – یوری (یا آزمایش‌های میلر) یک آزمایش شیمیایی بود که شرایط زمین در سال 1952 را طوری شبیه سازی می کرد که در آن زمان، طبق شرایط حاکم در زمین اولیه خاستگاه شیمیایی زندگی را آزمایش کرد. آزمایش نظریه های الکساندر اوپارین و جی.بی.اس.هلدین را که شرایط مفروض در زمان زمین بدوی طرفدار واکنشهای شیمیایی است كه از تركیبات آلی پیچیده تر از پیش سازهای غیر آلی، حمایت می كرد.آزمایش کلاسیکی در مورد ایجاد موجود زنده بیولوژیکی از مواد بی جان، مورد بررسی قرار گرفت، که در سال 1952  توسط استنلی میلر، با کمک هارولد اوری، در دانشگاه شیکاگو و بعداً دانشگاه کالیفرنیا، سن دیگو هدایت شده و یک سال بعد به انتشار رسید.
پس از مرگ میلر در سال 2007، جفری بادا دانشجوی فارغ‌التحصیل شده میلر با آزمایش روی شیشه های کوچک آب بندی شده بازمانده از آزمایش‌های اصلی توانستند نشان دهند که در واقع بیش از 20 اسید آمینه مختلف در آزمایش‌های اصلی میلر تولید شده است که به‌طور قابل توجهی بیشتر از آنچه در ابتدا میلر گزارش داده بود و بیش از 20 مورد به‌طور طبیعی در حیات رخ می دهند.
اطلاعات به دست آمده حاکی از این است که در  گذشته در جو زمین اکسیژن هم وجود داشته است اما میلر آن را نظر نگرفته بود.
و منتقدان عقیده دارند چنانچه اکسیژن هم در آزمایش وجود داشت اسیدهای آمینه به طور سریع اکسیداسیون می شدند و از بین می‌رفتند .

## آزمایش
در این آزمایش از آب (H2O)، متان (CH4)، آمونیاک (NH3) و هیدروژن (H2) استفاده شده است. این مواد شیمیایی درون یک فلاسک شیشه ای 5 لیتری استریل متصل به یک فلاسک 500 میلی لیتریکه تا نیمه از آب پر شده بود، قرار گرفتند. آب در فلاسک کوچکتر برای القای تبخیر گرم می شود و بخار آب اجازه ورود به فلاسک بزرگتر را داشته. جرقه های پیوسته الکتریکی بین الکترودها برای شبیه سازی رعد و برق در بخار آب و مخلوط گازی شلیک می شوند و سپس جو شبیه سازی شده دوباره خنک می شود به‌طوری که آب متراکم شده و به درون یک تله U شکل در انتهای دستگاه فرو می رود.

## آزمایش های دیگر
این آزمایش الهام بخش بسیاری دیگر بود. در سال 1961، جوآن ارو فهمید که آدنین پایه نوکلئوتید می تواند از سیانید هیدروژن (HCN) و آمونیاک محلول آب ساخته شود. آزمایش او باعث تولید شدن مقادیر زیادی آدنین شد. مولکولهای آن متشکل از 5 مولکول  HCNبود.

## اتمسفر اولیه زمین
برخی از شواهد حاکی این است که مولکولهای کاهش دهنده کمتری نسبت به آنچه طبق آزمایش میلر – یوری انتظار می رفت در اتمسفر اصلی زمین وجود داشت. شواهد فراوانی در دست است که نشان می دهند 4 بیلیون سال پیش یک انفجار آتشفشانی عظیم به وقوع پیوسته که ممکن است باعث آزاد شدن مقادیر زیادی کربن دی اکسید(CO2)، هیدروژن سولفید (H2S) و سولفور دی اکسید (SO2) در اتمسفر شده است.